# 津川近利
津川 近利（つがわ ちかとし、天正10年（1582年） - 寛永19年10月12日（1642年12月3日））は、安土桃山時代から江戸時代初期にかけての武将。斯波氏武衛家最後の当主の斯波義銀（津川義近）の次男。諱は近利。号は休閑で、通称は系図に記載なし。姉に伊勢林藩藩主・織田信重の妻、弟に津川辰珍、津川近治。子は三男一女で、津川近光（通称は数馬、号は宗閑）、津川近良（ちかなが、通称は右京、近義とも）、津川近昌（通称は八郎左衛門）。

## 概要

### 武衛家
兄・斯波大蔵（法性院殿）は早世したため、早くから義銀（義近）の嫡男となっていたものと思われる。
近利自身については不明な点も多い。また、伏見藩の松平定勝に仕えていた（「島本文書」）とされ、その子である近良が松山藩士として子孫を伝えている。

### 親族
弟の辰珍やその養子となった子の近光らは肥後熊本藩主の細川家に仕えており、彼らの安否を気遣って書状のやり取りをしている様子が史料等からうかがえる。
1642年、61歳で死去。万治元年（1658年）当時、姉の孫である慈澤蔵主が住職を勤める妙心寺大嶺院に父とともに位牌があったという。嗣子のなかった弟・辰珍の跡を、近光の子（近利の孫）である辰房が継ぎ、以降熊本藩士として続いた。